# Moonstone Books
Moonstone Books est une maison d'édition américaine fondée en 1995 et basée à Chicago.

## Historique
Moonstone Books commence à publier des comics en 1995. Ceux-ci, à la différence de ceux publiés par DC Comics et Marvel Comics, restent la propriété de leurs créateurs. Depuis 2001, elle publie aussi des comics sous licence comme Zorro, Doc Savage, The Avenger, Buckaroo Banzai, Bulldog Drummond, Kolchak: The Night Stalker, Mr. Moto, Yours Truly, Johnny Dollar, The Phantom, Honey West et plusieurs titres inspirés par le jeu World of Darkness de White Wolf.

## Participants
Le responsable éditorial de Moonstone est Joe Gentile qui est aussi un scénariste régulier pour les comics de la maison. Parmi les auteurs qui ont le plus travaillé avec Moonstone se trouvent Eric M. Esquivel, Dave Ulanski, Mike Bullock, Chuck Dixon, Amin Amat, Ben Raab, Rafael Nieves, Renato Guerra, Peter David, Graham Nolan, David Gallaher, Éric Thériault,  EricJ, Nancy Holder, Tom Mandrake, Vatche Mavlian, Richard Dean Starr, Doug Klauba, Paul Storrie, Mike W. Barr, Tom DeFalco, Max Allan Collins, Steve Ellis, Ron Goulart, Ken Wolak and Stefan Petrucha.

## Publications

### The Phantom
Le plus gros succès de Moonstone est la reprise du personnage du Phantom créé par Lee Falk. À partir de 2002, Moonstone publie aussi des romans graphiques avec ce personnage. Ils sont écrits par Tom DeFalco, Ben Raab et Ron Goulart. En 2003, Moonstone lance une série régulière de comics écrits par Ben Raab, Rafael Nieves et Chuck Dixon et dessinés par Pat Quinn, Jerry DeCaire, Nick Derington, Rick Burchett et EricJ. Après onze numéros Mike Bullock devient le scénariste régulier et Carlos Magno le dessinateur en 2006

### Kolchak the Night Stalker
Moonstone publie des histoires originales mettant en scène le personnage de la série télévisée Kolchak: The Night Stalker. Le personnage apparaît dans des romans graphiques et une série de comics.

### Buckaroo Banzai
Depuis 2006, Moonstone publie un comics avec Buckaroo Banzai, le personnage principal du film homonyme.

### Titres

#### Comics
- Airboy
- Angeltown: The Nate Hollis Investigations
- Buckaroo Banzai
- Blackest Terror
- Bulldog Drummond
- Boston Blackie
- Captain Action
- The Cisco Kid
- C.L.A.S.H.
- The Domino Lady
- Evilman
- The Hat Squad
- Honey West
- Kolchak the Night Stalker
- Moonstone Monsters
- Mr. Keen
- Mr. Nightmare's Wonderful World
- Pat Novak for Hire
- The Phantom
- Psychotic Reaction'[1]
- Rotten[2],[3]
- The Silencers
- Thor: Unkillable Thunder Christ
- The WhiteWolf Gaming
- Wyatt Earp: Dodge City
- Yours Truly, Johnny Dollar